# Parablennius cyclops
Parablennius cyclops és una espècie de peix de la família dels blènnids i de l'ordre dels cipriniformes que es troba al Mar Roig.